# Tommy Bowe
Thomas John "Tommy" Bowe (nacido el 22 de febrero de 1984) es un jugador de rugby irlandés del condado de Monaghan. Juega de ala para Ulster, Irlanda y los British and Irish Lions. En marzo de 2012, después de cuatro años con los Ospreys, Bowe regresó a su provincia nativa, Ulster, para la temporada de 2012/13.
Bowe hizo su debut con la selección absoluta contra los Estados Unidos durante los internacionales de otoño en 2004; ocurrió en Lansdowne Road el 20 de noviembre de 2004. Se convirtió en el primer jugador del condado de Monaghan que ganó una cap con Irlanda desde los años 1920, marcando su presentación con un ensayo en el segundo tiempo. Bowe jugó partidos con Irlanda en su gira por Japón y sus internacionales de otoño en 2005. Jugó en el Seis Naciones 2006 y marcó un ensayo en el partido contra Italia.
Bowe regresó con cinco ensayos en seis partidos en el Seis Naciones de 2007. No fue incluido en la selección para una decepcionante Copa del Mundo de Rugby de 2007. En el Seis Naciones de 2008 jugó de titular en el partido contra Escocia en Croke Park, un partido en el que consiguió dos ensayos. Luego jugó en las dos derrotas, frente a Gales e Inglaterra.
En 2008 Bowe conservó su posición como ala derecha para Irlanda durante los internacionales de otoño, marcando el único ensayo contra Argentina. Bowe fue entonces seleccionado para el Torneo de las Seis Naciones 2009, jugando contra Francia, en un partido que fue la primera victoria contra Francia en seis años, 30–21. Consiguió un ensayo en el siguiente partido, contra Italia en una victoria 38–9. Después de victorias contra Inglaterra y Escocia, Irlanda se enfrentó a Gales con un grand slam en juego. Bowe consiguió un ensayo en este partido en el que Irlanda consiguió una victoria dramática y su primer grand slam en 61 años.
El 21 de abril de 2009, Bowe fue escogido como miembro de los British and Irish Lions para su gira de 2009 por Sudáfrica. En abril de 2013 fue seleccionado como miembro de los British & Irish Lions de gira por Australia.
En febrero de 2010 contra Inglaterra en el Torneo de las Seis Naciones 2010, logró dos ensayos incluyendo uno decisivo a cinco minutos del final en una victoria 20–16 en Twickenham. En marzo de 2010, Bowe fue elegido Jugador del Campeonato de las Seis Naciones de 2010, ganando el 50% de los votos.
Fue seleccionado también para el Torneo de las Seis Naciones 2011, luego acudió a la Copa Mundial de Rugby de 2011, marcando un ensayo contra Estados Unidos en la fase de grupos. Fue seleccionado en el equipo para el Torneo de las Seis Naciones 2012, durante el cual marcó cinco ensayos en los primeros tres partidos. 
Ha sido seleccionado para la Copa del Mundo de Rugby de 2015. En el partido contra Rumanía, que terminó con victoria irlandesa 44-10, Bowe logró dos ensayos.